# Hysminai
Die Hysminai (altgriechisch Ὑσμίναι Hysmínai, deutsch ‚Schlachten‘) sind in der griechischen Mythologie Personifikationen der Schlachten.
In Hesiods Theogonie sind die Hysminai Töchter der Eris, der Göttin der Zwietracht, ihre Geschwister sind ebenfalls Personifikationen von negativ besetzten Begriffen. Bei Quintus von Smyrna erscheinen sie in seiner Beschreibung des Schildes des Achilleus.
Hyginus Mythographus bezeichnet sie unter dem lateinischen Wort für „Schlacht“ – Pugna – als Nachkommen des Aither und der Terra.